# Zoran Kostić Cane
Zoran Kostić, poznatiji kao Cane, (Beograd, 17. avgust 1964) srpski i jugoslovenski je rok muzičar, najpoznatiji kao pevač i frontmen grupe Partibrejkers.

## Biografija
Srodnik mu je Gavrilo Princip.
Pevačku karijeru je započeo u grupi Urbana gerila. Kasnije je postao frontmen grupe Radnička kontrola sa kojom je poslednji put nastupio u oktobru 1981. u Ljubljani, kao predgrupa grupi Šarlo akrobata na njihovom poslednjem koncertu. Godinu dana kasnije, u avgustu 1982, osnovao je grupu Partibrejkers.
Od 2014. godine član je supergrupe Škrtice.
Godine 2024. objavio je zbirku pesama Ukrštene reči.

## Spoljašnje veze
- Intervjui sa Canetom na zvaničnom sajtu grupe Partibrejkers Архивирано на веб-сајту  (12. март 2021)
- Nije došlo do očekivane demokratije („Politika“, 13. februar 2012)
- Najlepše pesme nikad ne budu snimljene („Politika“, 11. novembar 2012)
- Glavu nosiš na ramenima, ili je stavljaš pred noge kretenima („Večernje novosti“, 16. oktobar 2013)